# Équipe de Curaçao de football
Cet article traite de l'équipe masculine. Pour l'équipe féminine, voir Équipe de Curaçao féminine de football.
Maillots
L'équipe de Curaçao est l'équipe officielle de football de Curaçao. Elle est placée sous l'égide de la Fédération de Curaçao de football.

## Histoire

### Curaçao avant 1958
Cette sélection représentait le territoire de Curaçao avant la création des Antilles néerlandaises comme entité politique en 1948. Elle a disputé notamment la première édition de la Coupe CCCF, en 1941, où elle atteignit la troisième place, ainsi que les Jeux d'Amérique centrale et des Caraïbes de Barranquilla (Colombie) en 1946 où elle se hissa aussi à la troisième place. Lors de cette compétition elle atomisa l'équipe de Porto Rico 14-0, le 21 décembre 1946, établissant son record de la victoire la plus large. 
Même si les joueurs de Curaçao – dont le célèbre gardien Ergilio Hato – intégrèrent l'équipe des Antilles néerlandaises à partir de 1948, Curaçao disputa deux éditions de la Coupe CCCF en 1955 et 1957 sous sa propre bannière. Elle se classa deuxième lors de ces deux tournois.

### Curaçao après la dissolution des Antilles néerlandaises (depuis 2011)
À la suite de la dissolution des Antilles néerlandaises, en octobre 2010, Curaçao reprit son nom d'origine et s'affilia, en mars 2011, à la FIFA qui la considère comme l'héritière des résultats et du palmarès de l'équipe des Antilles néerlandaises de football. Le 20 août 2011, Curaçao disputa son premier match post-affiliation contre la République dominicaine à San Cristóbal (défaite 1-0 en amical).

#### Coupe caribéenne des nations 2014
Le 12 octobre 2014, Curaçao obtint une victoire historique sur l'équipe de Guadeloupe (0-1) dans le cadre du second tour de qualifications pour la Coupe caribéenne des nations 2014. Cette victoire inespérée permit aux Curaciens de participer à la phase finale du tournoi régional pour la première fois depuis la disparition des Antilles néerlandaises. Néanmoins deux défaites sur le même score de 2-3 face à Trinité-et-Tobago et Cuba les condamnèrent à une élimination dès la phase de groupe.

#### L'ère Kluivert (2015-2016)
En mars 2015, l'ancien international néerlandais Patrick Kluivert, dont la mère est originaire de Curaçao, est nommé à la tête de l'équipe afin de la conduire durant les éliminatoires pour la Coupe du monde de football 2018. Opposés à Montserrat lors du premier tour de qualifications, les Curaciens s'en sortent péniblement (2-1 à Willemstad et 2-2 à Lookout) avant d'affronter Cuba en juin 2015.
Le 6 juin 2015, Curaçao obtient une victoire de prestige en amical contre Trinité-et-Tobago (1-0). En effet, la dernière victoire face à ce même adversaire remontait à 46 ans, à l'occasion du Championnat de la CONCACAF 1969 (3-1). Le 10 juin, les hommes de Kluivert sont tenus en échec par Cuba (0-0), dans le cadre du match aller correspondant au deuxième tour des qualifications pour le Mondial 2018. Quatre jours plus tard, lors du match retour, ils obtiennent un nul historique 1-1 à La Havane, synonyme de qualification au tour suivant en vertu de la règle des buts marqués à l'extérieur. 
L'« effet Kluivert », invaincu jusque-là, prend fin le 4 septembre 2015 en s'inclinant face au Salvador à domicile 0-1 lors de la manche aller du troisième tour de qualification au Mondial 2018. L'élimination se confirme, quatre jours plus tard, lors du match retour au Stade Cuscatlán. À l'occasion, Kluivert fait part de sa profonde déception tout en soulignant le travail effectué pour « donner un autre visage » au football de Curaçao.
Toujours à la tête de la sélection, Kluivert conduit Curaçao durant les éliminatoires de la Coupe caribéenne des nations 2017 et se distingue en particulier lors du deuxième tour de qualifications en obtenant un succès de prestige 5-2 face au Guyana. Cependant son mandat de sélectionneur prend fin en juillet 2016 lorsqu'il est nommé directeur du football du Paris Saint-Germain.

#### L'ère Bicentini (2016-)

##### Coupe caribéenne des nations 2017
En septembre 2016, Remko Bicentini, ancien sélectionneur de l'équipe des Antilles néerlandaises et adjoint de Kluivert, prend le relais de ce dernier afin de diriger Curaçao lors du troisième tour des éliminatoires de la Coupe caribéenne 2017. Après avoir battu Antigua-et-Barbuda 3-0 à domicile et Porto Rico 2-4 a.p. à l'extérieur, Curaçao s'assure la première place de son groupe de qualification, qui lui confère une deuxième participation d'affilée en Coupe caribéenne des nations et surtout une qualification directe pour la Gold Cup 2017, une première pour l'île depuis la Coupe des nations de la CONCACAF 1973 disputée par l'ancienne équipe des Antilles néerlandaises. 
Lors de la phase finale de la Coupe caribéenne des nations 2017, disputée au Stade Pierre-Aliker de Fort-de-France, les Curaciens créent la surprise en battant les hôtes martiniquais par deux buts à un et se qualifient à leur première finale de Coupe caribéenne. Ils créent alors l'exploit en battant les favoris et tenants du titre jamaïcains par deux buts à un grâce à un doublé d'Elson Hooi. Ces bonnes performances permettent à l'équipe de Curaçao d'atteindre sa meilleure position au classement mondial de la FIFA (68e rang au 6 juillet 2017).

##### Gold Cup 2017
Hasard du calendrier, le premier match du groupe C de la Gold Cup 2017 oppose Curaçao à la Jamaïque, rencontre qui se présente comme une revanche de la finale de la Coupe de la Caraïbe remportée par les hommes de Bicentini quelques jours plus tôt. Mais cette fois-ci ce sont les Reggae Boyz qui s'imposent par deux buts à zéro, à San Diego, le 9 juillet 2017. Les Curaciens connaissent le même sort lors de leur deuxième rencontre, quatre jours plus tard, puisqu'ils sont battus par le Salvador (0-2). Déjà éliminés avant même de disputer leur troisième et dernier match de poule, ils succombent face au Mexique toujours sur le même score de 2-0.

##### Gold Cup 2019
Lors des éliminatoires de la Gold Cup 2019, Curaçao confirme les progrès entrevus et obtient des résultats spectaculaires: 10-0 face à la Grenade, 0-5 sur le terrain des îles Vierges des États-Unis ou encore un 6-0 endossé à la Guadeloupe de Jocelyn Angloma. Lors de la dernière journée, les Curaciens succombent à la surprise générale devant Antigua-et-Barbuda (1-2), résultat qui n'entrave pas leur qualification méritée à la Gold Cup 2019 : il s'agit là de leur deuxième participation d'affilée à la phase finale du tournoi continental de la CONCACAF, tournoi où ils font mieux qu'en 2017 en se hissant en quarts-de-finale. Ils seront éliminés à ce stade de la compétition par les États-Unis qui s'imposent 1-0.

## Résultats

### Classement FIFA
| Année              | 2011 | 2012 | 2013 | 2014 | 2015 | 2016 | 2017 | 2018 |
| ------------------ | ---- | ---- | ---- | ---- | ---- | ---- | ---- | ---- |
| Classement mondial | 151  | 177  | 178  | 158  | 151  | 75   | 83   | 80   |

### Parcours en Coupe du monde
| Année | Position                          |      | Année                             | Position |                                   | Année | Position |
| 1930  | Non inscrite                      | 1974 | Membre des Antilles néerlandaises | 2010     | Membre des Antilles néerlandaises |       |          |
| 1934  | Non inscrite                      | 1978 | Membre des Antilles néerlandaises | 2014     | Non qualifiée                     |       |          |
| 1938  | Non inscrite                      | 1982 | Membre des Antilles néerlandaises | 2018     | Non qualifiée                     |       |          |
| 1950  | Non inscrite                      | 1986 | Membre des Antilles néerlandaises | 2022     | Non qualifiée                     |       |          |
| 1954  | Non inscrite                      | 1990 | Membre des Antilles néerlandaises | 2026     | Éliminatoires en cours            |       |          |
| 1958  | Membre des Antilles néerlandaises | 1994 | Membre des Antilles néerlandaises | 2030     | À venir                           |       |          |
| 1962  | Membre des Antilles néerlandaises | 1998 | Membre des Antilles néerlandaises | 2034     | À venir                           |       |          |
| 1966  | Membre des Antilles néerlandaises | 2002 | Membre des Antilles néerlandaises |          |                                   |       |          |
| 1970  | Membre des Antilles néerlandaises | 2006 | Membre des Antilles néerlandaises |          |                                   |       |          |

### Parcours en Gold Cup
| Année | Position                          |      | Année                             | Position |                                   | Année | Position |
| 1963  | Membre des Antilles néerlandaises | 1991 | Membre des Antilles néerlandaises | 2011     | Membre des Antilles néerlandaises |       |          |
| 1965  | Membre des Antilles néerlandaises | 1993 | Membre des Antilles néerlandaises | 2013     | Non qualifiée                     |       |          |
| 1967  | Membre des Antilles néerlandaises | 1996 | Membre des Antilles néerlandaises | 2015     | Non qualifiée                     |       |          |
| 1969  | Membre des Antilles néerlandaises | 1998 | Membre des Antilles néerlandaises | 2017     | 1er tour                          |       |          |
| 1971  | Membre des Antilles néerlandaises | 2000 | Membre des Antilles néerlandaises | 2019     | Quarts de finale                  |       |          |
| 1973  | Membre des Antilles néerlandaises | 2002 | Membre des Antilles néerlandaises | 2021     | Forfait                           |       |          |
| 1977  | Membre des Antilles néerlandaises | 2003 | Membre des Antilles néerlandaises | 2023     | Non qualifiée                     |       |          |
| 1981  | Membre des Antilles néerlandaises | 2005 | Membre des Antilles néerlandaises | 2025     | 1er tour                          |       |          |
| 1985  | Membre des Antilles néerlandaises | 2007 | Membre des Antilles néerlandaises |          |                                   |       |          |
| 1989  | Membre des Antilles néerlandaises | 2009 | Membre des Antilles néerlandaises |          |                                   |       |          |

### Parcours en Ligue des nations
| Édition   | Ligue | Phase de groupes | Phase de groupes | Phase de groupes | Phase de groupes | Phase de groupes | Phase de groupes | Phase de groupes | Phase finale | Phase finale | Phase finale | Phase finale | Phase finale | Phase finale | Phase finale | Phase finale |
| Édition   | Ligue | Class.           | M                | V                | N                | D                | BM               | BE               | Pays hôte    | Résultat     | M            | V            | N            | D            | BM           | BE           |
| --------- | ----- | ---------------- | ---------------- | ---------------- | ---------------- | ---------------- | ---------------- | ---------------- | ------------ | ------------ | ------------ | ------------ | ------------ | ------------ | ------------ | ------------ |
| 2019-2020 | A     | 2/3              | 4                | 1                | 2                | 1                | 3                | 3                | 2020         | Non qualifié | Non qualifié | Non qualifié | Non qualifié | Non qualifié | Non qualifié | Non qualifié |
| 2022-2023 | A     | 3/3              | 4                | 1                | 0                | 3                | 2                | 8                | 2023         | Non qualifié | Non qualifié | Non qualifié | Non qualifié | Non qualifié | Non qualifié | Non qualifié |
| 2023-2024 | A     | 5/6              | 4                | 1                | 0                | 3                | 6                | 7                | 2024         | Non qualifié | Non qualifié | Non qualifié | Non qualifié | Non qualifié | Non qualifié | Non qualifié |
| 2024-2025 | B     | 1/4              | 6                | 4                | 1                | 1                | 15               | 3                | 2025         | Inéligible   | Inéligible   | Inéligible   | Inéligible   | Inéligible   | Inéligible   | Inéligible   |
| 2026-2027 | A     | /6               | 0                | 0                | 0                | 0                | 0                | 0                | 2027         | À venir      | À venir      | À venir      | À venir      | À venir      | À venir      | À venir      |
| Total     | Total | Total            | 16               | 7                | 3                | 8                | 26               | 21               | Total        | Total        | 0            | 0            | 0            | 0            | 0            | 0            |

### Parcours en Coupe caribéenne des nations
- 1978–2010 : Fait partie des Antilles néerlandaises
- 2012 : 1er tour préliminaire
- 2014 : Phase de groupe
- 2017 :  Vainqueur

### Parcours en Coupe CCCF
- 1941 :  3e place
- 1943 : Non inscrit
- 1946 : Non inscrit
- 1948–1953 : Fait partie des Antilles néerlandaises
- 1955 :  Deuxième
- 1957 :  Deuxième
- 1960–1961 : Fait partie des Antilles néerlandaises

### Parcours en Tournoi ABCS
- 2010 :  Deuxième[18]
- 2011 : 4e place
- 2012 :  3e place
- 2013 :  Deuxième
- 2014 : Tournoi annulé
- 2015 :  3e place
- 2018 : Tournoi annulé

### Palmarès

#### Compétitions officielles
- Coupe caribéenne des nations (1) :
  - Vainqueur en 2017.
- Coupe CCCF :
  - Deuxième en 1955 et 1957.
  - Troisième en 1941.
- Jeux d'Amérique centrale et des Caraïbes :
  - Troisième en 1946.

#### Tournois amicaux
- Tournoi ABCS :
  - Finaliste en 2010[18] et 2013.
- King's Cup (1) :
  - Vainqueur en 2019.

## Personnalités historiques de l'équipe

### Sélectionneurs
Avant 1958:
- Pedro Celestino da Cunha (1955–1957)

À partir de 2010:
- Manuel Bilches (2011-2012)
- Ludwig Alberto (2012-2014)
- Ingemar Pieternella (2014)
- Etienne Siliee (2014)
- Norman Girigorie (2015)
- Patrick Kluivert (2015-2016)
- Remko Bicentini (2016-2020)
- Guus Hiddink (2020-2022)
- Remko Bicentini (2022-2023)
- Dick Advocaat (depuis 2024)